# Grafschaft Werdenberg

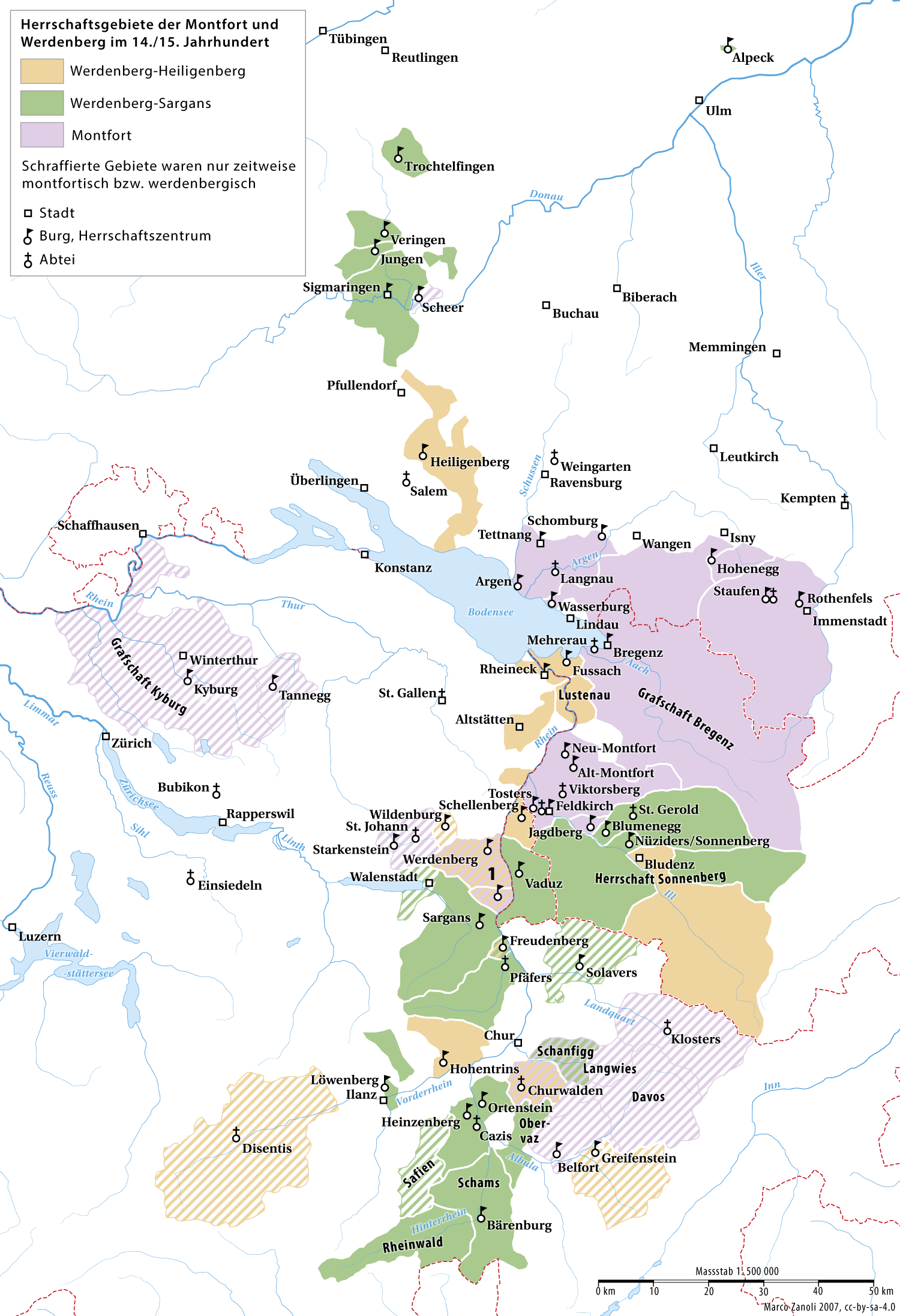
Besitz der Grafen von Werdenberg und Montfort im 14. Jahrhundert

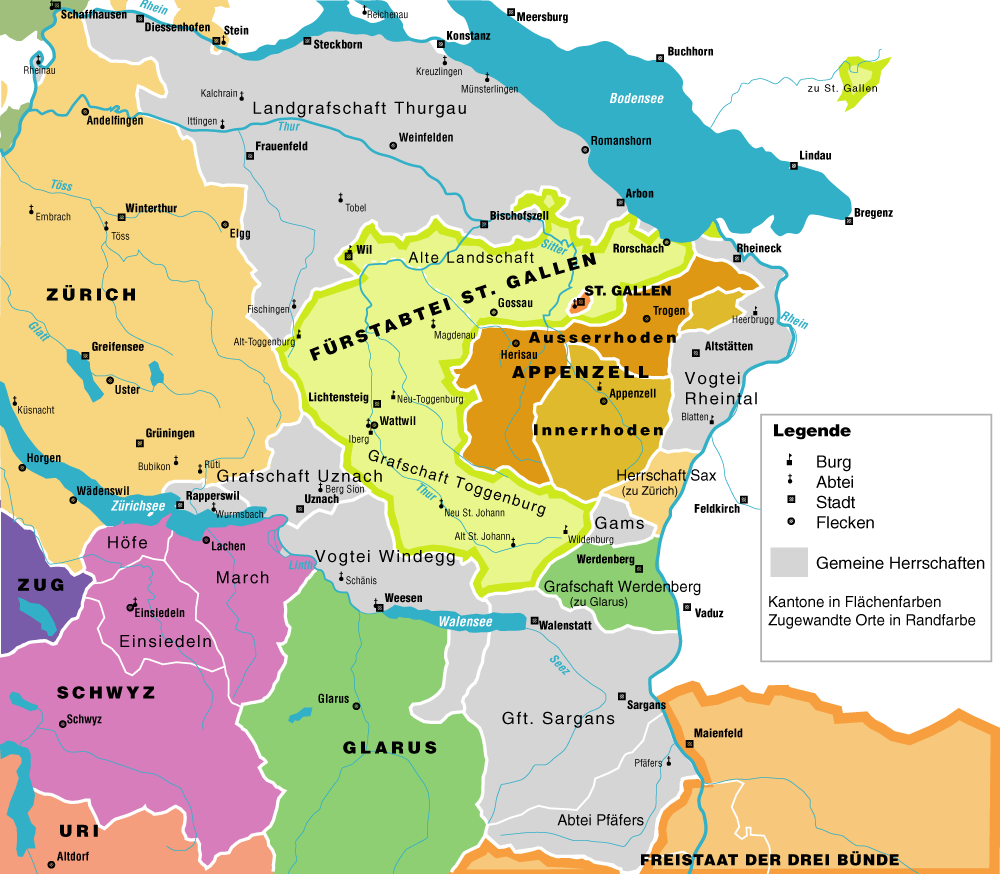
Die «Alte Ordnung» in der Ostschweiz bis 1798

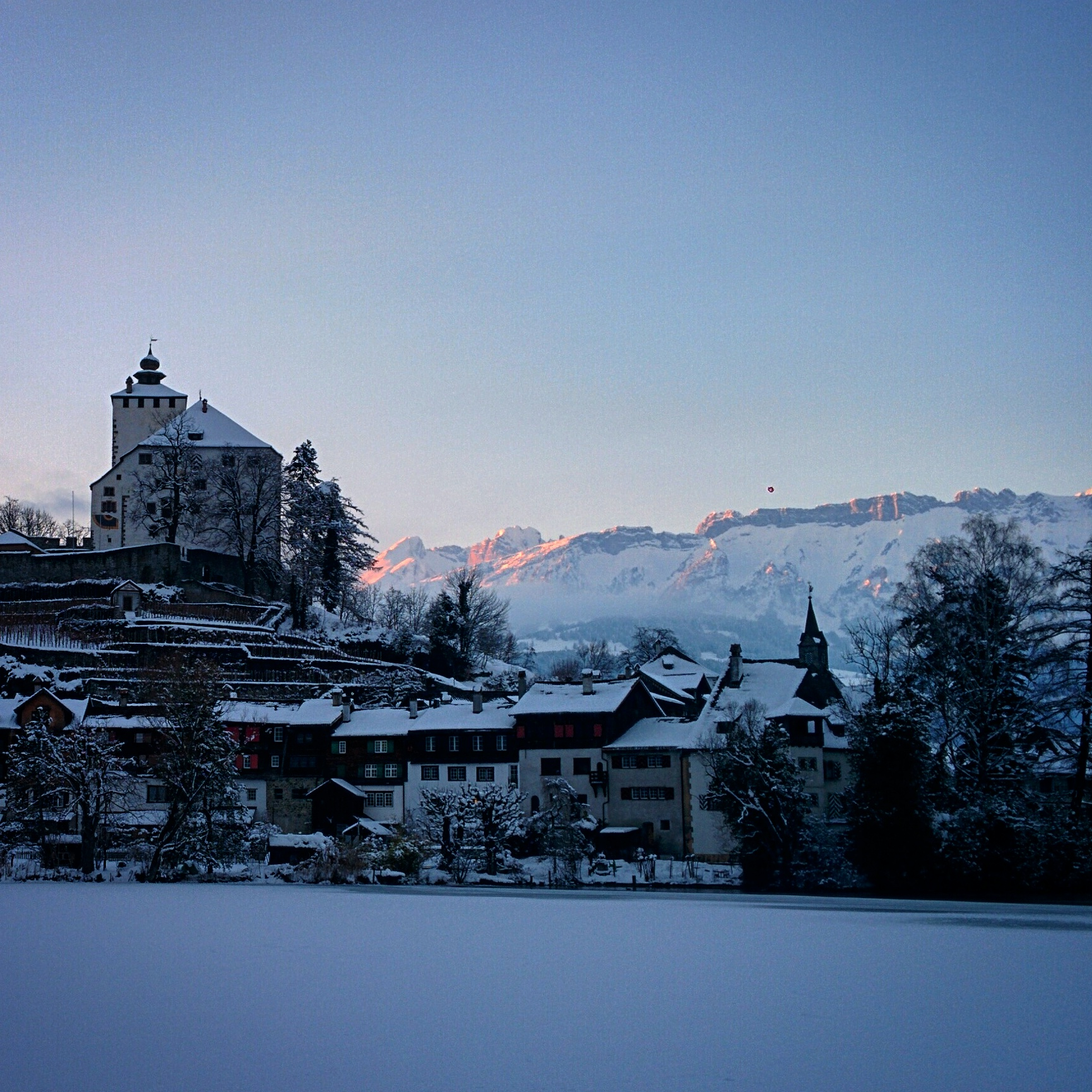
Schloss Werdenberg

Die Grafschaft Werdenberg umfasste das gleichnamige Schloss und Städtchen Werdenberg, die heutigen schweizerischen Gemeinden Buchs und Grabs sowie das obere Thurtal bei Wildhaus. Auf der rechten Seite des Rheins gehörten den Grafen von Werdenberg die Herrschaften Schellenberg, Bludenz mit dem Montafon, der Hof Lustenau sowie in Graubünden die Vogtei über das Kloster Disentis.

## Entstehung
Der Stammvater der Linie, Hugo I. († 1280), war eng mit Rudolf von Habsburg verbunden und konnte so 1274 die Landvogtei über Oberschwaben und Churwalden sowie 1277 die Grafschaft Heiligenberg erwerben. Graf Hugo III. fügte dem Besitz noch Burg und Stadt Rheineck, Hohentrins mit Tamins, Reichenau GR sowie durch seine Heirat mit Anna von Wildenberg die Herrschaften Freudenberg und Greifenstein hinzu.

## Teilung der Grafschaft
Albrecht I. war 1327 Reichslandvogt um den Bodensee, 1331 auch der Länder Uri, Schwyz und Unterwalden. Er fügte dem Besitz die Reichsvogtei über Altstätten und das Rheintal und Wartau hinzu. Albrecht I. war in eine Fehde mit Graf Rudolf III. von Montfort-Feldkirch verwickelt, die den Niedergang des Geschlechts einläutete und den Habsburgern ermöglichte, im Vorarlberg Fuss zu fassen. Die vier Enkel Albrechts I. teilten sich 1377/78 und 1387 das Erbe und begründeten vier Nebenlinien:
- Nebenlinie Werdenberg
- Nebenlinie Rheineck
- Nebenlinie Bludenz
- Nebenlinie Heiligenberg

## Niedergang Werdenbergs
1402 verpfändeten sie die Grafschaft Werdenberg an die Grafen von Montfort-Tettnang, von denen sie 1483 an die Grafen von Sax-Misox gelangte. 1485 erwarb die Stadt Luzern die Grafschaft und gab sie 1493 an die Freiherren von Kastelwart weiter. Durch ein Burgrecht mit Luzern blieb die Grafschaft jedoch mit der Eidgenossenschaft verbunden, auch als 1498 die Grafschaft erneut die Hand wechselte zu den Freiherren von Hewen. So kämpfte Werdenberg im Schwabenkrieg auch an der Seite der Eidgenossen. 1517 verkauften die Freiherren von Hewen Werdenberg an den Kanton Glarus für 21 500 Gulden.
Glarus verwaltete Werdenberg als Landvogtei sehr streng – die Glarner Herren waren im Rheintal alles andere als beliebt. Wegen der verworrenen Rechtslage zwischen den Grafschaften Werdenberg und Sargans in der Herrschaft Wartau kam es wiederholt zu Streitigkeiten zwischen den Landvögten, die im «Wartauer Handel» 1694/95 bis vor die eidgenössische Tagsatzung getragen wurden.
Mit dem Untergang der alten Eidgenossenschaft und der Gründung der Helvetischen Republik 1798 kam Werdenberg zum Kanton Linth. Als dieser durch die Inkraftsetzung der Mediationsverfassung von 1803 wieder aufgelöst wurde, kam Werdenberg zum Kanton St. Gallen.